# إعادة ترتيب البنزيدين
إعادة ترتيب البنزيدين في الكيمياء العضوية (بالإنجليزية:) هو تفاعل يتحول فيه هيدرازوبنزول في محلول حمضي إلى بنزيدين. اكتشف العالم الكيميائي نيكولاي زينين هذا التفاعل عام 1844 عند اختزال النتروبنزول إلى أنيلين عبر مادتي أزوكسيبنزول وهيدرازوبنزول. وخلال هذا التفاعل الاختزالي اكتشف إعادة ترتيب البنزيدين.

يعتبر إعادة ترتيب البنزدين أنه من نوع [5,5]-sigmatrope .
,
حيث يعاد ترتيب الهيدرابنزول في محلول حمضي محفز إلى بيفينيل. ينقسم الرابطة –N–N الموجودة في الهيدرازوبنزول الغنية بالبروتونات وتتكون رابطة –C–C بين الذرتين C-4 وC-4' في الحلقات من جديد. وبعد انقسام رابطتين للبروتونات واستبدال مجموعتي أمينو ويتكون البيفينيل.

ويثبت تكون أثنان من البنزيدين H2N-A-A-NH2 وH2N–B–B–NH2 فقط من أثنين من الهيدرابنزول (A–N=N–A وB–N=N–B) هذه الآلية للتفاعل بين الجزيئات. 
وعندما يكون المحلول الحمضي محففا يكون التفاعل من الدرجة الأولى يالنسبة إلى تركيز البروتونات، أما إذا كان المحلول الحمضي عالي التركيز فيكون التفاعل من الدرجة الثانية. وهذا يبين أن اكتساب الهيدرابنزول لبروتون واحد يكون لازما لسير التفاعل، أما في حالة تركيز عالي للمحلول الحمضي فيسير التفاعل عن طريق جزيئات ذات بروتونين. 
كما تتكون من خلال إعادة ترتيب السيميدين Semidin أرثو سيميدين وبارا سيميدين بالإضافة إلى 
2,2'-Diaminobiphenyl و2,4'-Diaminobiphenyl.